# 釋大嚴
釋大嚴（1886年—1926年），俗姓王，名竹怀，字虚亭，出家後法名戒慧，字大严，安徽省怀宁县人，中国民主革命家、中华民国政治人物，后出家为佛教僧人。

## 生平

### 政治生涯
王竹懷生于清朝光緒十二年（1886年）。早年他入安徽省立師範學堂就读，后考入保定通國陸軍速成學堂，入步科第二期肄業，他的同学有張鈁（伯英）、姚琮（味莘）、陳柏生（樹藩）、劉依仁等人。宣统年间，他毕业后，被分配到安徽新軍中任职，其间参加革命活动。
宣統三年（1911年）武昌起義爆发，11月11日安慶光復，他參加了蕪湖光復之役，协助蕪湖軍政府都督吳暘谷办事。后来他任各省都督府代表聯合會安徽代表，到南京参加会议，并参加了中华民国临时大总统选举会。
1912年1月3日，臨時大總統孙中山通電各省要求推舉各省參議員組織南京臨時參議院。他遂被安徽各界推舉為參議員，任职于南京。后因上海玉佛寺僧侶因事发生纠纷，到南京政府控诉，參議院推举他到上海进行調解。他从而結識了释太虛。袁世凯继任临时大总统、参议院改选后，他任陸軍部部員。在陸軍部期間，他於民國二年（1913年）入陸軍大學学习，民國五年（1916年）畢業。民國七年（1918年）第一次世界大战期间，北洋政府成立督办参战事务处，段祺瑞任督辦（1917年任命），王竹懷以陸軍部部員兼參戰處高级参谋。

### 与佛教结缘
民國八年（1919年），北京政府內務部再次公布《管理寺廟條例》，鄞慈五邑佛教會推释竹溪、释太虛到北京請願。释太虛到北京后駐錫法源寺，王竹懷赴法源寺探望。后来释太虛應張仲仁、莊蘊寬、夏壽康等人之邀，在象坊橋觀音寺讲授《維摩詰經》，王竹懷、胡子笏、周秉清、陶冶公、倪香譜、楊犖哉、馬冀平等人前去听讲。
不久释太虛回南方，王竹懷此后不再去善社聽講，专心学习佛法。次年，他皈依於拈花寺釋寶一。民國九年（1920年），拈花寺傳戒，王竹懷依释全朗受優婆塞菩薩戒，和楊犖哉、張蔚西等居士同戒。同年他和朱芾煌、劉笠青、楊犖哉等居士創辦“大佛寺佛經流通處”，和何宇澄、馬冀平、鄧伯成、朱芾煌、劉笠青等發起成立“北京念佛會”。
民國十年（1921年），他聯絡“北京念佛會”的朱芾煌、楊犖哉、崔子良、劉勃安、劉笠青等居士捐資修繕極樂庵，供“北京念佛會”同仁棲止。后来請釋寶一任極樂庵住持，在極樂庵傳在家二眾戒，馬冀平、韓德清、崔子良等男女居士几十人受戒。九月，他與夏壽康、莊思緘、蔣維喬、胡子笏、楊犖哉、陳元白、李隱塵等發起成立“辛酉講經會”，请释太虛到北京在弘慈廣濟寺講《法華經》，平政院院長夏壽康等數百人就此皈依於释太虛。事後释太虛專门為王竹懷、释大勇等几人讲授《金剛經》，由释大勇記錄而成《金剛義脈》一书。次年，王竹懷在大佛寺开講《大乘起信論》。

### 出家
民國十一年（1922年）秋，王竹懷在37歲时向陸軍部呈請辭職，南下先回安徽故乡，辭別雙親和兄長后，到湖北武昌的武昌佛學院，依释太虛出家。此后他经安徽到南京寶華山受戒，在安慶时婉拒了安徽省教育廳長馬冀平居士的挽留。在寶華山受戒後，他留在了寶華山，后来还曾一度兼掌杭州的淨梵院，但未离开寶華山。民國十三年（1924年），他俗家的独子夭折，他的妻子安氏遂於民國十四年（1925年）和她父親安福軒居士一同出家。
民國十五年（1926年）农曆十一月二十二日，他因患肺結核而圆寂，寿数41岁。

## 家庭
- 妻：安氏，出家后法名“培根”
- 岳父：安福軒，出家后法名“如實”